# Colias aegidii
Colias aegidii is een vlindersoort uit de familie van de Pieridae (witjes), onderfamilie Coliadinae.
Colias aegidii werd in 1990 beschreven door Verhulst.